# Sofia de Mecklenburg-Schwerin (duquessa de Brunsvic-Lüneburg)
Sofia de Mecklenburg-Schwerin (alemany: Sophie von Mecklenburg-Schwerin)  (Schwerin, 14 d'abril de 1508 (Gregorià) - Celle, 17 de juny de 1541 (Gregorià)) va ser una noble alemanya. Va ser duquessa consort de Brunsvic-Lüneburg pel seu matrimoni amb Enric I.
Va ser la filla més gran d'Enric V, duc de Mecklenburg i de la seva primera esposa, Úrsula de Brandenburg. Es va casar el 2 de juny de 1528 amb Ernest I, duc de Brusnvic-Lüneburg des de 1521, fill d'Enric I i de Margarida de Saxònia, un fervorós partidari de la Reforma que va promoure la introducció del protestantisme als seus territoris, religió que també va seguir Sofia. Ella va aportar al matrimoni un important dot monetari i va renunciar als drets successoris al ducat de Mecklenburg en cas que el seu pare morís sense descendents mascles.
Va morir el 17 de juny de 1541 a Celle.
Amb Ernest va tenir deu fills:
- Francesc II Otó (1530-1559)
- Frederic (1532-1553)
- Enric (1533-1598)
- Guillem (1535-1592)
- Úrsula (1536-1538)
- Caterina (1537-1540)
- Elisabet Úrsula (1539-1586)
- Magdalena Sofia (1540-1586)
- Sofia (1541-1631)